# Anjou Mária mallorcai királyné
Anjou Mária (1290 – 1346. április/1347. január), olaszul: Maria d'Angiò, regina consorte di Maiorca, franciául: Marie d'Anjou, reine consort de Majorque, katalánul: Maria de Nàpols, reina consort de Mallorca, spanyolul: María de Nápoles, Reina consorte de Mallorca, okcitánul: Maria de Nàpols, rèina consòrt de Malhòrca, születése jogán nápolyi királyi hercegnő, első házassága révén Mallorca királynéja, Rousillon, Cerdanya grófnéja, Aumelas bárónéja és Montpellier úrnője, második házassága által Jérica bárónéja. A(z) (harmadik) Anjou-ház tagja. Mallorcai Saura albaidai báróné sógornője.

## Élete
Édesapja II. (Sánta) Károly nápolyi király, édesanyja Árpád-házi Mária magyar királyi hercegnő, V. István magyar király és Kun Erzsébet leánya. Mária volt szülei harmadik leánya. Testvérei közül Anjou „Martell” Károly magyar trónkövetelő, I. (Bölcs) Róbert nápolyi király és Toulouse-i Szent Lajos püspök töltöttek be fontos szerepet. Lánytestvérei közül Eleonóra szicíliai királyné, Blanka pedig aragón királyné lett.
Mária 1304. szeptember 20-án Palma de Mallorcában feleségül ment a Barcelonai-házból származó Aragóniai Sancho mallorcai trónörököshöz, azonban a húsz évig tartó házasságuk gyermektelen maradt. Férje 1311. május 29-én az apja, II. (Óvatos) Jakab halálával megörökölte a mallorcai trónt, és Mária Mallorca királynéja lett. I. (Békés) Sancho király 1324. szeptember 4-én hunyt el. Két évvel első férje halála után Mária ismét oltár elé állt. 1326-ban a második férje III. (Aragóniai) Jakab, Jérica (Xèrica) bárója lett, aki szintén a Barcelonai-ház tagja volt. Máriának ez a házassága is gyermektelen maradt. Jakab 1335 áprilisában bekövetkezett halála után Mária már nem házasodott újra.